# Cladosphaera cespitosa
Cladosphaera cespitosa är en svampart som först beskrevs av Tode, och fick sitt nu gällande namn av Barthélemy Charles Joseph Dumortier 1822. Cladosphaera cespitosa ingår i släktet Cladosphaera, divisionen sporsäcksvampar och riket svampar.   Inga underarter finns listade i Catalogue of Life.